# Distrikt San Pablo de Pillao
Der Distrikt San Pablo de Pillao liegt in der Provinz Huánuco in der Region Huánuco in Zentral-Peru. Der Distrikt wurde am 8. Dezember 2015 aus Teilen des Distrikts Chinchao gebildet. Er hat eine Fläche von etwa 585 km². Im Jahr 2017 lag die Einwohnerzahl bei 8525. Verwaltungssitz des Distriktes ist die Kleinstadt San Pablo de Pillao, auf einer Höhe von 3162 m nördlich des Flusstals des Río Huallaga gelegen. San Pablo de Pillao liegt etwa 32 km ostnordöstlich der Regionshauptstadt Huánuco und hatte beim Zensus 2017 1253 Einwohner. In der Nähe der Ortschaft Huanacaure im zentralen Süden des Distrikts befindet sich der archäologische Fundplatz Huanacaure aus der präkolumbianischen Zeit.

## Geographische Lage
Der Distrikt San Pablo de Pillao liegt in der peruanischen Zentralkordillere. Er umfasst ein bis zu 3600 m hohes Bergmassiv, welches vom Fluss Río Huallaga im Süden und Osten umflossen wird. Der Distrikt San Pablo de Pillao grenzt im Westen, Norden und Nordosten an den Distrikt Chinchao, im Südosten an den Distrikt Chaglla (Provinz Pachitea) sowie im Südwesten an den Distrikt Umari (ebenfalls in der Provinz Pachitea).